# Square Jacques-Bidault
Le square Jacques-Bidault est un petit espace vert du 2e arrondissement de Paris.

## Situation et accès

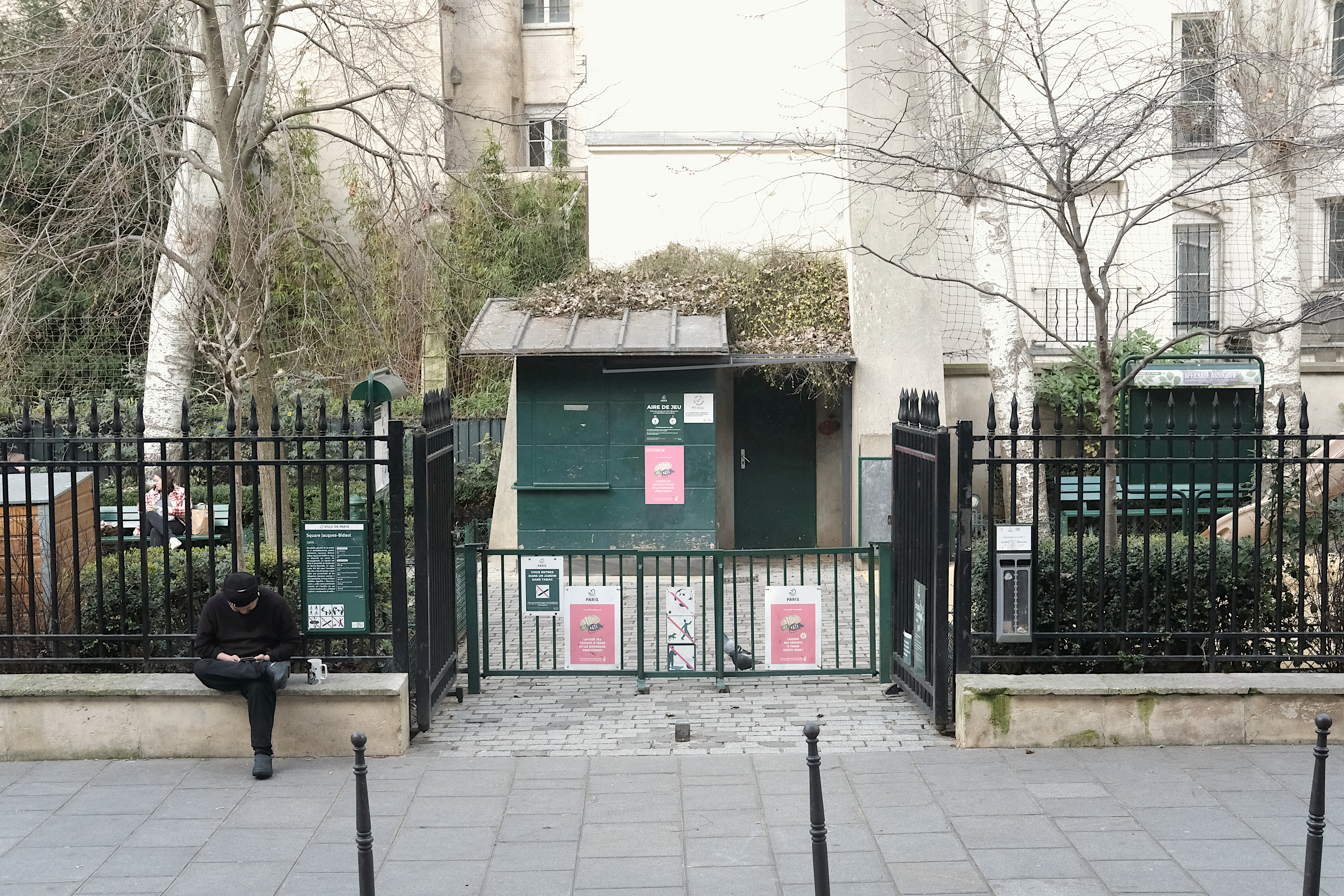
Le square Jacques-Bidault vu depuis l'église Notre-Dame-de-Bonne-Nouvelle de Paris, Paris 2e.

Le square est encadré par la rue de la Lune au sud et la rue Notre-Dame-de-Bonne-Nouvelle à l'ouest. Il jouxte des limites de parcelles sur ses deux autres dimensions. Il fait face à l'église Notre-Dame-de-Bonne-Nouvelle.
Ce site est desservi par les lignes 8 et 9 à la station de métro Bonne-Nouvelle.

## Origine du nom
Le square rend hommage à Jacques Bidault, secrétaire général de la mairie du 2e arrondissement, résistant, arrêté en 1943, déporté au camp de Neuengamme, où il meurt le 4 décembre 1944.

## Historique
Le square est créé en 1966 après la destruction les nos 2, 4 et 8 de la rue Notre-Dame-de-Bonne-Nouvelle et des nos 18-20 de la rue de la Lune. Ces immeubles avaient été construits sur l'enceinte des Fossés Jaunes que Louis XIV avait fait raser en 1636 pour créer une promenade, appelée « Nouveau-Cours », qui est l'ancêtre de nos Grands Boulevards d'abord appelés « boulevards du Midi » .
Il s'étend sur 362 m2. En 2007, il a obtenu le label « espaces verts écologiques » décerné par ÉCOCERT.